# 안규리
안규리(安圭里, 1955년 음력 3월 17일 ~ )는 대한민국 서울의 신장내과 전문의이다. 서울대학교 의과대학 신장내과 명예교수이자 현 국립의료원 신장내과 교수, 아시아이식학회 사무총장, 생명잇기 이사장, (사)라파엘인터내셔널 이사장, (재)라파엘나눔 이사장, 삼성전자 사외이사이다. 종교는 천주교이며, 세례명은 소화 데레사이다. 황우석 교수의 줄기세포 논란과 관련하여 많은 주목을 받았었다.
한국 과학계의 거목인 안동혁 박사의 둘째 딸이다. 과학자로 성공하라는 뜻에서 부친이 마리 퀴리의 이름을 따서 지었고, 영문 이름 또한 Curie Ahn이다. 그녀가 수료한 학위는 서울대학교 의학과 학사, 서울대학교대학원 내과학 석사, 서울대학교대학원 내과학 박사이다. 신장내과 전문의로 오랫동안 신장이식과정에서 일어나는 면역반응을 연구했고, 신부전증 환자를 자주 접하면서 새로운 치료방법의 필요성을 느끼고 다양한 연구에 참여하였다.
안규리교수는 2000년도에 한국에서 이종 이식 연구를 시작하여 약 20년 동안 이종 이식 연구의 발전에 기여하였다. 대한이종이식학회회장(2013~2021), 국제이종이식학회 이사직(2015~2019)을 역임하였으며, 임상과학자로서 CKD(KNOW-CKD), ADPKD 및 한국장기이식연구단(KOTRY, Korean Organ Transplantation Registry)을 통해 국가 코호트를 구축하여 중개연구의 기반을 제공하였다. 세계이식학회(TTS), 아시아이식학회(AST), 대한이식학회 등에서의 활동은 특히 아시아지역의 이식관련 인식을 개선하는 데 초점을 맞추고 있다.  또한, 사단법인 생명잇기(Vitallink)의 직전 이사로서 약 지난 15년 동안 몽골, 미얀마, 베트남, 방글라데시 등 많은 아시아국가에서 뇌사 장기이식분야의 임상역량강화 및 윤리적 이식 체계 구축 프로젝트에 적극적으로 활동을 해왔다.
| 기간                | 근무처                                            | 직위(직명)         |
| ------------------- | ------------------------------------------------- | ------------------ |
| 2023. 04 - 현재     | (재)라파엘나눔                                    | 이사장, 창설자     |
| 2020. 09 - 현재     | 서울대학교 생명공학 공동연구원                    | 객원연구원         |
| 2020. 09 - 현재     | 국립중앙의료원                                    | 전문의(신장내과)   |
| 2020. 09 - 현재     | 서울대학교 의과대학                               | 명예교수(신장내과) |
| 2020. 05 - 현재     | The Transplantation Society (세계이식학회)        | 이사               |
| 2019. 10 - 현재     | Asian Society of Transplantation (아시아이식학회) | 사무총장           |
| 2019. 03 - 현재     | 삼성전자                                          | 사외이사           |
| 2018. 04 - 현재     | (사)라파엘인터네셔널                              | 이사장, 창설자     |
| 2017. 10 - 현재     | 생명잇기                                          | 이사장             |
| 2016. 07 - 현재     | (재)한국장기이식연구단(KOTRY)                     | 이사장             |
| 2015. 11 - 2017.10  | 대한이식학회                                      | 이사장             |
| 2014. 01 - 2018. 01 | (사)라파엘클리닉                                  | 대표이사, 창설자   |

| 수상명                                          | 연도         |
| 적십자 박애장 금장 (대한적십자사)               | 2021. 10. 27 |
| 자랑스러운 경기인상(경기여자고등학교)           | 2020. 10. 17 |
| 서울대학교 총장 표창 (서울대학교)               | 2020. 08. 30 |
| 몽골 보건복지부 명예 훈장                       | 2017. 07. 09 |
| 호암재단 호암상 (사회봉사상) (라파엘클리닉)     | 2017. 04. 05 |
| 보건의료기술진흥 유공자 정부포상(육성.진흥부문) | 2016. 12. 15 |
| 포스코 청암상(봉사상) (라파엘클리닉 대표이사)   | 2016. 12. 15 |
| 몽골국민 북극성 의사훈장(몽골대통령상)          | 2015. 05. 04 |
| 여성이식인 '소리없는 영웅상' (세계이식학회)     | 2014. 07. 29 |
| JW중외봉사상                                    | 2014. 05. 09 |
| 서울대학교 제1회 사회봉사상                     | 2011. 05. 26 |
| 보건복지가족부장기기증과 이식활성화 공로상      | 2009. 10. 13 |
| 몽골최고교육훈장                                | 2009. 06. 12 |
| 국제 여성단체협의회 제 20회 올해의 여성상       | 2005. 10. 21 |
| 서울대병원 공로패                               | 2004. 04. 21 |